# Maison et musée Edgar-Allan-Poe
Pour les articles homonymes, voir Edgar Allan Poe (homonymie).
La maison et musée Edgar-Allan-Poe (en anglais, Edgar Allan Poe House and Museum) est un édifice situé au 203 Amity Street, à Baltimore, dans le Maryland, où vécut l'écrivain américain Edgar Allan Poe dans les années 1830. Transformée en musée, ce petit bâtiment abrite la Société Edgar Allan Poe de Baltimore. La maison est officiellement considérée comme un lieu ayant un intérêt historique de portée nationale (National Historic Landmark) depuis 1972.

## Histoire
La maison de briques, située alors au 3 Amity Street, semble avoir été bâtie en 1830 et louée à la tante de Poe, Maria Clemm, en 1832. Clemm vit dans cette maison avec sa mère, Elizabeth Cairnes Poe, qui est malade, et sa fille, Virginia Clemm. Edgar Allan Poe s'installe avec la famille en 1833 vers l'âge de 23 ans, après son départ de West Point. Virginia a alors 10 ans ; Poe s'est marié avec elle trois ans après, la cérémonie publique ayant lieu l'année suivante, en 1836.
La maison a été louée avec la somme de la pension qu'Elizabeth Poe a obtenu grâce à son époux, David Poe Sr., qui était un vétéran de la guerre d'indépendance des États-Unis. La maison est petite et la chambre de Poe, à l'étage supérieur, a un plafond avec une hauteur de six pieds, à son point le plus élevé.
Dans les années 1930, il a été décidé de démolir les maisons du quartier, y compris celle de Poe, pour réaliser un projet de logements sociaux « maisons Poe » (en anglais, Poe Homes). La maison est épargnée et confiée à la Société Edgar Allan Poe, qui l'a ouverte en 1949. La Société Poe gère toujours l'édifice avec l'aide la Commission pour la préservation historique et architecturale de Baltimore (en anglais, Commission for Historic and Architectural Preservation, CHAP). À l'occasion de rénovations, le plancher a été démonté, et des restes de squelettes ont été découverts, ce qui n'a pas manqué d'évoquer la nouvelle Le Cœur révélateur. Toutefois, il s'est avéré qu'il s'agissait d'ossements d'animaux jetés dans une fosse d'ordures, dans le sous-sol de la maison.

## Le Musée actuel
La maison est ouverte au public sous la forme d'un petit musée offrant des visites autoguidées. Sont conservés dans la maison une mèche de cheveux de Poe, de la porcelaine d'origine ayant appartenu à John Allan (le père adoptif de Poe après la mort d'Elizabeth Poe) et une grande reproduction du portrait de Virginia Clemm peint après son décès, ainsi que de nombreuses autres images liées à Poe. Une copie de la notice nécrologique parue dans l'édition du 24 octobre 1849 du Philadelphia Dollar Newspaper est elle aussi exposée, avec une copie de l'annonce initiale de Poe pour la création d'un nouveau magazine littéraire appelé The Stylus - qui n'a jamais vu le jour.
Le musée et la Société Poe organisent également un certain nombre d'événements liés à Poe durant l'année. Ainsi, l'anniversaire de sa naissance est célébré tous les ans en janvier au Westminster Hall and Burying Ground. Ils assurent également une visite annuelle de la tombe de Poe et aident à sa préservation.
Le conservateur actuel du musée est Jeff Jerome.

## Œuvres écrites dans cette demeure
Bien qu'on n'en ait pas la preuve, la Société Poe considère que les œuvres suivantes ont été créées durant le séjour de Poe dans cette maison :
| - Manuscrit trouvé dans une bouteille (MS. Found in a Bottle) - Lionnerie (Lionizing: A Tale) - Ombre (Shadow-A Parable) - Bérénice (Berenice) - Morella - Le Roi Peste (King Pest the First. A Tale containing an Allegory) - Aventure sans pareille d'un certain Hans Pfaall (The Unparalleled Adventure of One Hans Pfaall) | - Latin Hymn (1835) - Enigma (1833) - Serenade (1833) - The Coliseum (1833) |

## Description
La maison Poe est un édifice en briques avec un toit à pignons en métal. La porte d'entrée se trouve sur le côté gauche de la façade ouest, en haut d'un perron en bois. Le côté nord est contigu avec un autre bâtiment, le côté sud est aveugle. Une lucarne a été aménagée dans le toit, sur le côté ouest. Enfin, sur le côté est, à l'arrière de la maison, se trouve un hangar, dont le toit est incliné vers le nord. To the rear a two story ell projects from the south side of the main block. Its shed roof slopes to the north.
Au rez-de-chaussée, la maison ouvre sur un salon devant, avec une salle à manger à l'arrière. Un escalier étroit conduit de la salle à manger vers le sous-sol en terre battue et l'étage. Deux chambres occupent celui-ci, et un second escalier conduit à un petit grenier, qui peut avoir été occupé par Poe. La maison a conservé pour l'essentiel ses boiseries d'origine.

## Source
- (en) Cet article est partiellement ou en totalité issu de l’article de Wikipédia en anglais intitulé « Edgar Allan Poe House and Museum » (voir la liste des auteurs).